# 斯洛尼姆
斯洛尼姆是白俄羅斯的城市，位於格羅德諾東南143公里，由格羅德諾州負責管轄，海拔高度156米，始建於1102年，是熱門的旅遊地點，2025年人口48,402。
1. ↑  . belsat.gov.by.   [8 May 2025]. （原始内容存档于29 March 2025）.